# 이와테 (장갑순양함)
이와테(磐手)는 일본 제국 해군의 장갑순양함으로 이즈모형 장갑순양함의 2번함이다.

## 이력
1901년 3월 18일 암스트롱 사에서 준공을 마치고, 다음날 3월 19일 일본으로 출발하여, 같은 해 5월 17일에 요코스카에 도착했다.
러일 전쟁 때에는 최첨단 장갑순양함으로 제2함대 제2전대 소속으로 호덴 (殿) 함을 ‘이와테’가. 기함을 자매함 ‘이즈모’가 맡았다. 후방을 맡은 호덴함은 적의 공격이 집중되기 쉬웠기 때문에 울산 해전과 쓰시마 해전에 참가했을 때 큰 피해를 입었다. 울산 해전 때에는 격침시킨 장갑순양함 류리크의 생존자를 구조했다. 이 행동은 국내외에서 격찬을 받았으며, 이후 일본 국내에서는 이 구조 활동을 바탕으로 한 ‘가미무라 장군’이라는 노래가 만들어졌다. 수라바야 해전에서 적 병사를 구출했던 쿠도 순사쿠도 이 노래를 할머니 자장가처럼 들었다고 한다.
1921년 9월 1일, 1등 해방함으로 변경되었고, 1931년에 등급 폐지. 선체가 크고, 거주성이 좋아서 주로 연습함대 참여함(1916년부터)으로 원양 항해를 수행하여 많은 사관 생도를 육성했다. 원양 항해에 참여는 카토리형 연습순양함의 준공 전 해인 1939년까지 계속되었다.
해방함의 정의 검토에 따라 1942년 7월 1일, 일등순양함으로 복귀했다.
1945년 7월 26일 구레 군항 공습으로 침몰할 때까지 연습선으로 사용되었다. 전후 인양되어 해체되었다.

## 참고자료
- 가타기리 《연합함대 군함 명명전》 “전체 860여척의 영광과 비극” 보급판, 광인사, 2003년
- 후쿠이 시즈오 《사진 일본해군 전함정사》 베스트셀러, 1994년 ISBN 4-584-17054-1
- 해군역사보존회 『일본해전사』제7권, 제9권, 제10권, 다이치호키 출판사, 1995년
- 『관보』